# Vigsø
Vigsø är en obebodd ö nordöst om Lolland i Danmark. Den ligger i Region Själland, i den sydöstra delen av landet, 100 km sydväst om Köpenhamn. Ön är en del av ett viltreservat.